# Booligal
Booligal est une localité australienne située dans la zone d'administration locale du comté de Hay dans l'État de Nouvelle-Galles du Sud, au nord de Hay sur la rivière Lachlan à 750 km de Sydney.
L'origine du nom est aborigène mais plusieurs traductions ont été proposées comme « zone de vent », « grand marais » ou « lieu des eucalyptus immergés ».
En 2016, la population s'élevait à 95 habitants.